# Nowa Wola (Piaseczno)
Pour les articles homonymes, voir Nowa Wola.
Nowa Wola (prononciation : [ˈnɔva ˈvɔla]) est un village polonais de la gmina dusznowola dans le powiat de Piaseczno de la voïvodie de Mazovie dans le centre-est de la Pologne.
Il se situe à environ 3 kilomètres à l'est de Lesznowola (siège de la gmina), 5 kilomètres au nord-ouest de Piaseczno (siège du powiat) et à 14 kilomètres au sud de Varsovie (capitale de la Pologne).
Le village compte approximativement une population de 710 habitants en 2010.

## Histoire
De 1975 à 1998, le village appartenait administrativement à la voïvodie de Varsovie.